# Parlamentní volby ve Švédsku 2014

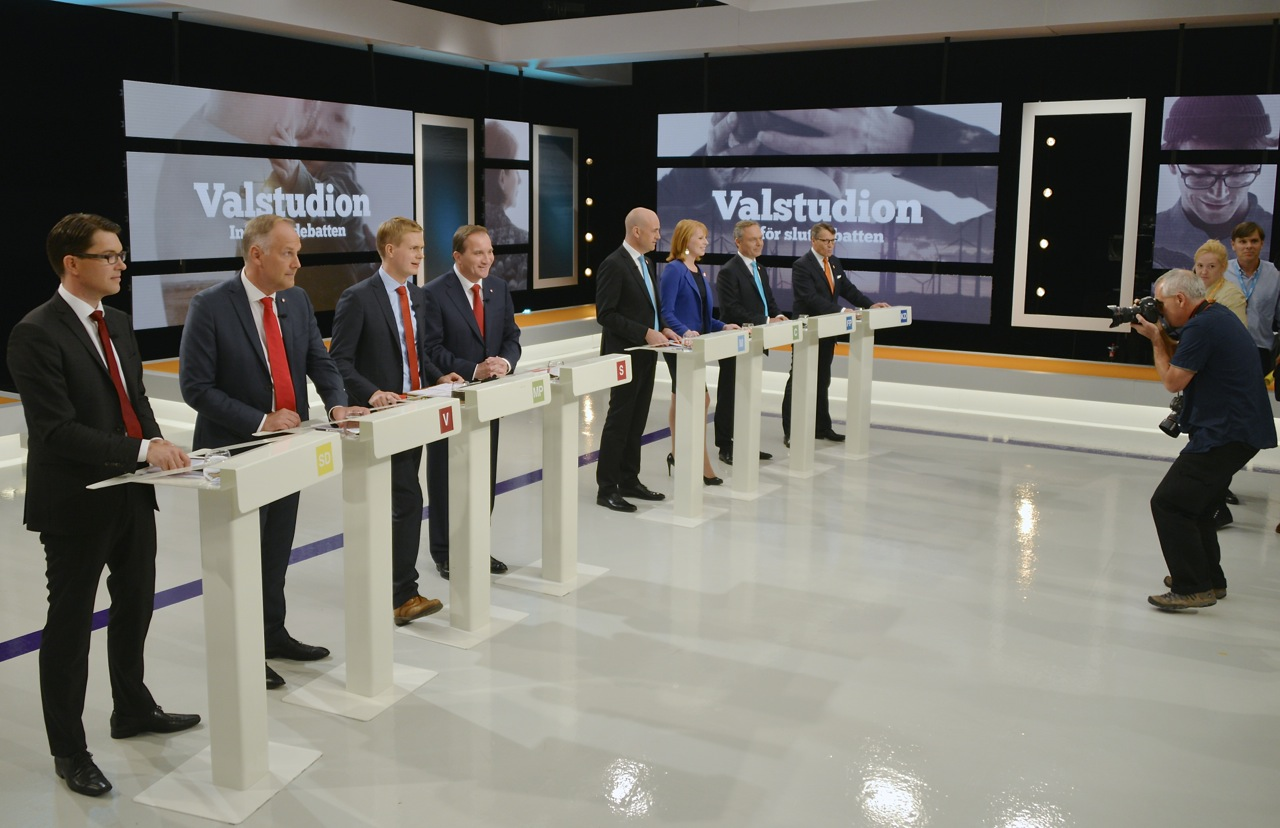
Debata kandidátu na švédské televizní stanici SVT, 12 listopadu 2014.

Parlamentní volby do tzv. Riksdagu, jednokomorového zastupitelského sboru, se ve Švédsku konaly dne 14. září 2014. Po osmi letech u moci vystřídala nesocialistické vlády čtyř stran reprezentujících pravý střed pod vedením Fredrika Reinfeldta z Umírněných (tzv. Aliance pro Švédsko) koalice sociálních demokratů a Zelených pod vedením sociálního demokrata Stefana Löfvena, předsedy strany; třetí strana tzv. rudo-zeleného bloku, Levicová strana, zůstala v opozici. Po Löfvenově zvolení předsedou vlády následovala vládní krize, neboť se zdálo, že jeho vláda, reprezentující jen 39 % parlamentních hlasů, nemůže získat důvěru v parlamentu, což povede k předčasným volbám. Situace byla vyřešena dohodou s Aliancí pro Švédsko. Proti vládě nakonec nehlasovala ani jedna z v parlamentu zastoupených stran kromě populistických Švédských demokratů.

## Volební výsledky
| Politická strana     | Podíl hlasů (v %) | Počet mandátů | ±   |
| -------------------- | ----------------- | ------------- | --- |
| Sociální demokraté   | 31,01             | 113           | +1  |
| Umírněná strana      | 23,33             | 84            | -23 |
| Švédští demokraté    | 12,86             | 49            | +29 |
| Strana zelených      | 6,89              | 25            | 0   |
| Strana středu        | 6,11              | 22            | -1  |
| Levicová strana      | 5,72              | 21            | +2  |
| Liberální strana     | 5,42              | 19            | -5  |
| Křesťanští demokraté | 4,57              | 16            | -3  |

Čtyři strany nesocialistické, pravicoví Umírnění a křesťanští demokraté a centristické Lidová liberální strana a Strana středu, dosáhly společně na 142 mandátů, zatímco strany socialistické spolu se Zelenými získaly 158 mandátů. Ani jeden z těchto bloků neměl v parlamentu s 349 křesly většinu.
Volební účast byla 85,81 %.